# Ralytupa melanopyga
Ralytupa melanopyga är en tvåvingeart som först beskrevs av Loïc Matile 1970.  Ralytupa melanopyga ingår i släktet Ralytupa och familjen platthornsmyggor. Inga underarter finns listade i Catalogue of Life.